# ヒオウギアヤメ
ヒオウギアヤメ（檜扇菖蒲、学名：Iris setosa 英名: Arctic Iris）は、アヤメ科アヤメ属に分類される多年草。

## 分布と生育環境
北海道、本州の中部以北に分布し、深山の湿原などに自生する。

## 特徴
高さは70cmほどになる。本州では高山の湿地に自生し、花期は7月から8月。葉はアヤメよりやや幅広い。北海道東部の霧多布湿原や近くのアヤメが原では6月から7月にかけて開花する。
和名は、葉の出方が檜扇（ヒオウギ＝ヒノキの薄板を重ねた扇で、古くに宮中などで用いたもの）に似ることに由来する。文仁親王妃紀子のお印でもある。

## ギャラリー

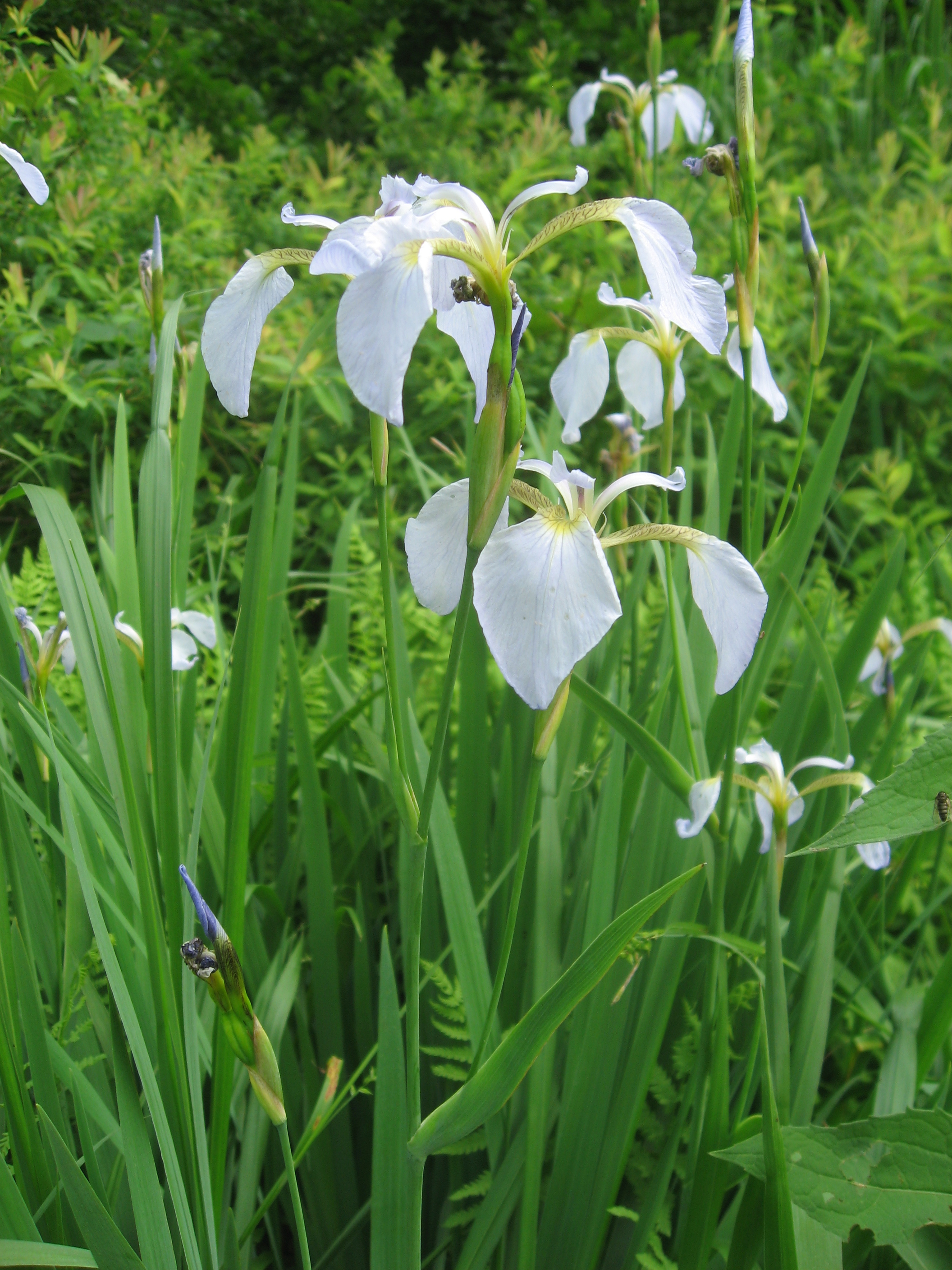
福島県会津地方
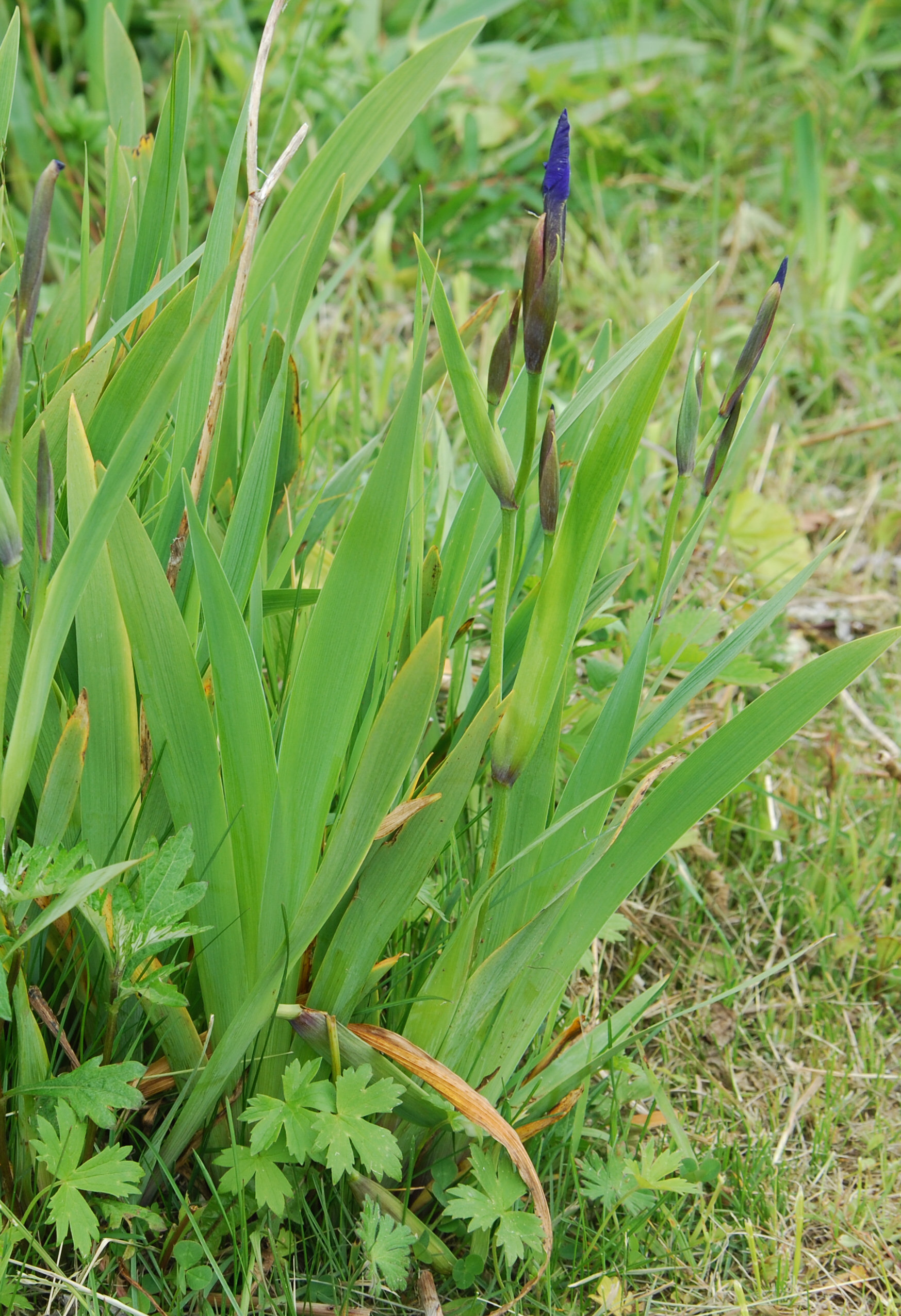
檜扇に似た若い芽、北海道あやめが原

## 関連記事
- アヤメ属
- アヤメ
- カキツバタ
- ノハナショウブ
- ハナショウブ
- キショウブ
- ドイツアヤメ
- シャガ
- イチハツ
- ショウブ